# Discografia di John Lennon
La discografia solista di John Lennon contiene i lavori pubblicati dal musicista cantautore britannico al di fuori della sua band di appartenenza The Beatles. La discografia da solista inizia ufficialmente con l'album Plastic Ono Band nel 1970, primo lavoro dell'artista dopo lo scioglimento dei Beatles, i tre precedenti album pubblicati in collaborazione con Yōko Ono a fine anni sessanta, sono lavori prettamente sperimentali.
Successivamente all'assassinio di Lennon avvenuto nel dicembre 1980, numerosi sono stati nel corso degli anni gli album postumi pubblicati a suo nome, comprese numerose raccolte di successi, e cofanetti di rarità e brani inediti.

## Album in studio
| Anno | Titolo | Posiz. in classifica | Posiz. in classifica | Posiz. in classifica | Posiz. in classifica | Posiz. in classifica | Posiz. in classifica | Posiz. in classifica | Posiz. in classifica | Posiz. in classifica | Posiz. in classifica | Certificazioni                                               |
| Anno | Titolo | US                   | UK                   | AUS                  | CAN                  | FRA                  | GER                  | ITA                  | JPN                  | NLD                  | NOR                  | Certificazioni                                               |
| ---- | --- | -------------------- | -------------------- | -------------------- | -------------------- | -------------------- | -------------------- | -------------------- | -------------------- | -------------------- | -------------------- | ------------------------------------------------------------ |
| 1970 | John Lennon/Plastic Ono Band - Etichetta: Apple - Pubblicazione: 11 dicembre 1970                                        | 6                    | 11                   | 3                    | 2                    | —                    | 39                   | 8                    | 5                    | 1                    | 4                    | - US: Gold                                                   |
| 1971 | Imagine - Etichetta: Apple - Pubblicazione: 9 settembre 1971 (US) 8 ottobre 1971 (UK)                                    | 1                    | 1                    | 1                    | 2                    | 5                    | 10                   | 1                    | 1                    | 1                    | 1                    | - US: 2× Platinum                                            |
| 1972 | Some Time in New York City (con Yōko Ono) - Etichetta: Apple - Pubblicazione: 12 giugno 1972 (US) 15 settembre 1972 (UK) | 48                   | 11                   | 10                   | —                    | —                    | —                    | 6                    | 15                   | —                    | 2                    |                                                              |
| 1973 | Mind Games - Etichetta: Apple - Pubblicazione: 16 novembre 1973                                                          | 9                    | 13                   | 8                    | 28                   | —                    | —                    | 14                   | 6                    | 7                    | 7                    | - US: Gold - UK: Gold                                        |
| 1974 | Walls and Bridges - Etichetta: Apple - Pubblicazione: 4 ottobre 1974                                                     | 1                    | 6                    | 4                    | 1                    | —                    | 41                   | 11                   | 14                   | 16                   | 3                    | - US: Gold - UK: Silver                                      |
| 1975 | Rock 'n' Roll - Etichetta: Apple - Pubblicazione: 21 febbraio 1975                                                       | 6                    | 6                    | 5                    | 5                    | 3                    | 37                   | 12                   | 15                   | —                    | 9                    | - US: Gold - UK: Gold                                        |
| 1980 | Double Fantasy (con Yoko Ono) - Etichetta: Geffen - Pubblicazione: 17 novembre 1980                                      | 1                    | 1                    | 1                    | 1                    | 2                    | 2                    | 6                    | 2                    | 4                    | 1                    | - US: 3× Platinum - UK: Platinum - FRA: Platinum - GER: Gold |
| 1984 | Milk and Honey (postumo) (con Yoko Ono) - Etichetta: Polydor - Pubblicazione: 27 gennaio 1984                            | 11                   | 3                    | 4                    | 15                   | 10                   | 20                   | 16                   | 3                    | 4                    | 7                    | - US: Gold - UK: Gold - CAN: Gold                            |

## Album sperimentali
| Anno | Titolo | US  |
| ---- | --- | --- |
| 1968 | Unfinished Music No.1 - Two Virgins (con Yōko Ono) - Etichetta: Apple - Pubblicazione: 29 novembre 1968       | 124 |
| 1969 | Unfinished Music No.2 - Life with the Lions (con Yoko Ono) - Etichetta: Zapple - Pubblicazione: 9 maggio 1969 | 174 |
| 1969 | Wedding Album (con Yoko Ono) - Etichetta: Apple - Pubblicazione: 7 novembre 1969                              | 178 |

## Album dal vivo
| Anno                                       | Titolo | Posiz. in classifica | Posiz. in classifica | Posiz. in classifica | Posiz. in classifica | Posiz. in classifica | Posiz. in classifica | Posiz. in classifica | Posiz. in classifica | Certificazioni |
| Anno                                       | Titolo | US                   | UK                   | AUS                  | CAN                  | FRA                  | JPN                  | NOR                  | SWE                  | Certificazioni |
| ------------------------------------------ | --- | -------------------- | -------------------- | -------------------- | -------------------- | -------------------- | -------------------- | -------------------- | -------------------- | -------------- |
| 1969                                       | Live Peace in Toronto 1969 (con la The Plastic Ono Band) - Etichetta: Apple - Pubblicazione: 12 dicembre 1969 | 10                   | —                    | 7                    | —                    | —                    | 29                   | 19                   | —                    | - US: Gold     |
| 1986                                       | Live in New York City - Etichetta: Parlophone, Capitol - Pubblicazione: 10 febbraio 1986                      | 41                   | 55                   | 66                   | 33                   | 33                   | 13                   | —                    | 12                   | - US: Gold     |
| "—" indica album non entrati in classifica | |                      |                      |                      |                      |                      |                      |                      |                      |                |

## Raccolte
| 1975                                       | Shaved Fish - Etichetta: Apple - Pubblicato: 24 ottobre 1975                                                                      | 12  | 8   | 8  | 5  | 70 | 37 | 22 | 5  | 9  | 28 | - US: Platinum - UK: Gold                                                                     |
| 1982                                       | The John Lennon Collection - Etichetta: Parlophone, Geffen Records (US) - Pubblicato: 1º novembre 1982 (UK), 8 novembre 1982 (US) | 33  | 1   | 1  | —  | 29 | 62 | 8  | 32 | 1  | 4  | - US: 3× Multi-Platinum - UK: 3× Platinum - AUT: Gold - CAN: Gold - FRA: Platinum - NOR: Gold |
| 1986                                       | Menlove Avenue - Etichetta: Parlophone - Pubblicato: 3 novembre 1986                                                              | 127 | —   | —  | —  | 92 | —  | 32 | —  | —  | —  |                                                                                               |
| 1988                                       | Imagine: John Lennon - Etichetta: Parlophone - Pubblicato: 10 ottobre 1988                                                        | 31  | 64  | 14 | —  | —  | —  | 14 | —  | —  | —  | - US: Gold - UK: Gold - CAN: Platinum - SWI: Gold                                             |
| 1990                                       | Lennon - Etichetta: Parlophone - Pubblicato: 30 ottobre 1990                                                                      | —   | —   | 39 | —  | —  | —  | 53 | —  | —  | —  |                                                                                               |
| 1997                                       | Lennon Legend: The Very Best of John Lennon - Etichetta: Parlophone - Pubblicato: 27 ottobre 1997 (UK), 24 febbraio 1998 (US)     | 65  | 3   | 37 | 5  | —  | 11 | 46 | 85 | 39 | 28 | - US: Platinum - UK: 2× Platinum - AUS: 4× Platinum - AUT: Gold - CAN: Platinum - SWI: Gold   |
| 1998                                       | John Lennon Anthology - Etichetta: Capitol/EMI - Pubblicato: 2 novembre 1998                                                      | 99  | 64  | —  | —  | 86 | —  | 30 | —  | —  | —  | - US: Gold                                                                                    |
| 1998                                       | Wonsaponatime - Etichetta: Capitol/EMI - Pubblicato: 2 novembre 1998                                                              | —   | 76  | 83 | —  | —  | —  | 57 | —  | —  | —  |                                                                                               |
| 2002                                       | Instant Karma: All-Time Greatest Hits - Etichetta: Timeless/Traditions Alive Music - Pubblicato: 1º febbraio 2002                 | —   | —   | —  | —  | —  | —  | —  | —  | —  | —  |                                                                                               |
| 2004                                       | Acoustic - Etichetta: Capitol/EMI - Pubblicato: 1º novembre 2004                                                                  | 31  | 133 | —  | —  | —  | —  | 23 | —  | —  | —  |                                                                                               |
| 2005                                       | Peace, Love & Truth - Etichetta: EMI - Pubblicato: 4 agosto 2005                                                                  | —   | —   | —  | —  | —  | —  | —  | —  | —  | —  |                                                                                               |
| 2005                                       | Working Class Hero: The Definitive Lennon - Etichetta: Parlophone/Capitol/EMI - Pubblicato: 3 ottobre 2005                        | 135 | 11  | —  | 22 | —  | —  | 39 | 52 | 13 | 17 | - UK: Gold - CAN: Gold                                                                        |
| 2006                                       | The U.S. vs. John Lennon - Etichetta: Parlophone/EMI/Capitol - Pubblicato: 25 settembre 2006                                      | —   | —   | —  | —  | —  | —  | —  | —  | —  | —  |                                                                                               |
| 2006                                       | Remember (raccolta pubblicata solo per la catena di negozi Starbucks) - Etichetta: EMI/Starbucks - Pubblicato: 2006               | 44  | —   | —  | —  | —  | —  | —  | —  | —  | —  |                                                                                               |
| 2010                                       | Gimme Some Truth - Etichetta: EMI/Capitol - Pubblicato: 5 ottobre 2010                                                            | 196 | —   | —  | —  | —  | —  | 71 | —  | —  | —  |                                                                                               |
| 2010                                       | Power to the People: The Hits - Etichetta: EMI/Capitol - Pubblicato: 5 ottobre 2010                                               | 24  | 15  | 10 | —  | 7  | 33 | 25 | 64 | —  | 33 |                                                                                               |
| 2010                                       | John Lennon Signature Box - Etichetta: EMI/Capitol - Pubblicato: 5 ottobre 2010                                                   | 148 | —   | —  | —  | —  | 30 | 21 | 88 | —  | 40 |                                                                                               |
| 2014                                       | Icon - Etichetta: EMI/Capitol - Pubblicato: 9 settembre 2014                                                                      | —   | —   | —  | —  | —  | —  | —  | —  | —  | —  |                                                                                               |
| 2020                                       | Gimme Some Truth. The Ultimate Mixes - Etichetta: Capitol/UMe - Pubblicato: 9 ottobre 2020                                        | 40  | 3   | 61 | 4  | 50 | 6  | —  | 22 | —  | 10 |                                                                                               |
| "—" denota album non entrati in classifica | |     |     |    |    |    |    |    |    |    |    |                                                                                               |

## Singoli
| 1969                                       | Give Peace a Chance                 | 2  | 14  | 8  | 6  | 4  | —  | —  | 81 | singolo non contenuto in album |
| 1969                                       | Cold Turkey                         | 12 | 30  | 30 | 25 | —  | —  | —  | 91 | singolo non contenuto in album |
| 1970                                       | Instant Karma!                      | 5  | 3   | 2  | 6  | 7  | —  | 31 | 58 | singolo non contenuto in album |
| 1970                                       | Mother                              | —  | 43  | 12 | 57 | 26 | —  | 3  | 30 | John Lennon/Plastic Ono Band   |
| 1971                                       | Power to the People                 | 6  | 11  | 4  | 21 | 7  | —  | 5  | 66 | singolo non contenuto in album |
| 1971                                       | Imagine                             | 1  | 3   | 1  | 1  | 7  | 4  | 2  | 14 | Imagine                        |
| 1971                                       | Happy Xmas (War Is Over)            | 2  | —   | 43 | 9  | 45 | —  | —  | 30 | singolo non contenuto in album |
| 1972                                       | Woman Is the Nigger of the World    | —  | 57  | 73 | —  | —  | —  | —  | 38 | Some Time in New York City     |
| 1973                                       | Mind Games                          | 26 | 18  | 11 | 16 | 37 | —  | —  | 46 | Mind Games                     |
| 1974                                       | Whatever Gets You Thru the Night    | 36 | 1   | 2  | 34 | 42 | —  | —  | 72 | Walls and Bridges              |
| 1974                                       | #9 Dream                            | 23 | 9   | 35 | —  | —  | —  | —  | 97 | Walls and Bridges              |
| 1975                                       | Stand by Me                         | 30 | 20  | 13 | 61 | 22 | 19 | —  | 74 | Rock 'n' Roll                  |
| 1975                                       | Ya Ya (Pubblicato solo in Germania) | —  | —   | —  | —  | 47 | —  | —  | —  | Rock 'n' Roll                  |
| 1980                                       | (Just Like) Starting Over           | 1  | 1   | 1  | 1  | 4  | 1  | 1  | 37 | Double Fantasy                 |
| 1981                                       | Woman                               | 1  | 2   | 1  | 4  | 4  | 3  | 2  | —  | Double Fantasy                 |
| 1981                                       | Watching the Wheels                 | 30 | 10  | 3  | 45 | 46 | 4  | 6  | —  | Double Fantasy                 |
| 1982                                       | Love                                | 41 | —   | —  | 94 | —  | —  | —  | 58 | The John Lennon Collection     |
| 1984                                       | Nobody Told Me                      | 6  | 5   | 4  | 6  | 55 | —  | —  | —  | Milk and Honey                 |
| 1984                                       | Borrowed Time                       | 32 | 108 | —  | —  | —  | —  | —  | —  | Milk and Honey                 |
| 1984                                       | I'm Stepping Out                    | 88 | 55  | —  | —  | —  | —  | —  | —  | Milk and Honey                 |
| 1984                                       | Every Man Has a Woman Who Loves Him | —  | —   | —  | —  | —  | —  | —  | —  | Every Man Has a Woman          |
| 1985                                       | Jealous Guy                         | 65 | 80  | —  | —  | —  | —  | —  | —  | Imagine                        |
| "—" indica brani non entrati in classifica |                                     |    |     |    |    |    |    |    |    |                                |

## Video musicali
| Anno | Titolo                    | Regista                               |
| ---- | ------------------------- | ------------------------------------- |
| 1969 | Give Peace a Chance       |                                       |
| 1969 | Cold Turkey               |                                       |
| 1970 | Working Class Hero        |                                       |
| 1970 | Mother                    |                                       |
| 1971 | Imagine                   | Steve Gebhardt, John Lennon, Yoko Ono |
| 1971 | Happy Xmas (War Is Over)  |                                       |
| 1973 | Mind Games                |                                       |
| 1975 | Stand by Me               |                                       |
| 1980 | (Just Like) Starting Over |                                       |
| 1981 | Watching the Wheels       |                                       |
| 1981 | Woman                     |                                       |
| 1982 | Love                      |                                       |

## Collaborazioni
| Anno | Album/singolo                    | Artista/i                         | Contributo                                                                                                   |
| ---- | -------------------------------- | --------------------------------- | --- |
| 1967 | We Love You                      | The Rolling Stones                | cori, tamburello, battito di mani                                                                            |
| 1970 | Yoko Ono/Plastic Ono Band        | Yōko Ono                          | produzione, chitarra                                                                                         |
| 1971 | God Save Oz/Do the Oz            | Bill Elliot & The Elastic Oz Band | composizione, voce in Do the Oz                                                                              |
| 1971 | Fly                              | Yoko Ono                          | produzione, chitarra, piano, organo                                                                          |
| 1972 | The Pope Smokes Dope             | David Peel & The Lower East Side  | produzione                                                                                                   |
| 1973 | Approximately Infinite Universe  | Yoko Ono                          | produzione, chitarra, cori                                                                                   |
| 1973 | Ringo                            | Ringo Starr                       | composizione, piano, ad armonie vocali in I'm the Greatest                                                   |
| 1973 | Feeling the Space                | Yoko Ono                          | produzione, chitarra in She Hits Back e Woman Power                                                          |
| 1974 | Too Many Cooks (Spoil the Soup)  | Mick Jagger                       | produzione                                                                                                   |
| 1974 | A Toot and a Snore in '74        | Artisti vari (bootleg)            | Lennon in una jam session con Paul McCartney ed altri                                                        |
| 1974 | Pussy Cats                       | Harry Nillson                     | produzione, composizione con Nillson di Mucho Mungo/Mt. Elga                                                 |
| 1974 | Goodnight Vienna                 | Ringo Starr                       | composizione/voce in It's All Down to Goodnight Vienna, chitarra in All by Myself e Only You (And You Alone) |
| 1974 | Lucy in the Sky with Diamonds    | Elton John                        | composizione insieme a Paul McCartney, chitarra, cori                                                        |
| 1975 | Fame                             | David Bowie                       | composizione insieme a Bowie, chitarra, cori                                                                 |
| 1976 | Cookin' (In the Kitchen of Love) | Ringo Starr                       | composizione, piano                                                                                          |